# Geoffrey O'Hara
Geoffrey O'Hara (2 de fevereiro de 1882 - 31 de janeiro de 1967) foi um compositor, cantor e professor de música américo-canadiano.

## Vida pregressa
O'Hara nasceu em Chatham, Ontário, Canadá. Ele inicialmente planejou uma carreira militar. O'Hara entrou no prestigiado Royal Military College do Canadá em Kingston, Ontário, aos 18 anos e treinou com os Primeiros Hussardos. Ele teve que abandonar sua carreira militar após a morte de seu pai, Robert O'Hara.

## Carreira
Ele se mudou para os Estados Unidos em 1904, no mesmo ano em que começou a se apresentar em Vaudeville. Ele começou a gravar para a Edison Records em 1905. Em 1913, O'Hara realizou a gravação de canções indianas tradicionais em nome do governo americano. Ele foi gravado em um cilindro fonográfico, dando palestras sobre a complexidade da música, além de cantar e tocar vários tipos de canções tradicionais dos navajos em 1914. Durante a Primeira Guerra Mundial, ele foi um instrutor de canto de canções patrióticas para as tropas americanas.
O'Hara lecionou sobre música e composição e ocupou cargos na Teachers' College of Columbia University (1936–1937), Huron College e na Universidade da Dakota do Sul, onde mais tarde recebeu o título de Doutor em Música em 1947. Ele lecionou pelo resto de sua vida. Em 1920, O'Hara ajudou a organizar a Liga Protetora dos Compositores e Letristas. Ele também foi membro do conselho da Sociedade Americana de Compositores, Autores e Editores (ASCAP), foi o presidente da Associação de Compositores e Autores e atuou nas Organizações de Serviço Unidas (USO).
Ele era um Patrono Nacional da Delta Omicron, uma fraternidade internacional de música profissional.

## Vida pessoal
Em 1919, ele se casou com Constance Dougherty, de Massachusetts, e juntos tiveram dois filhos; No mesmo ano, ele se tornou um cidadão naturalizado dos Estados Unidos.

## Obras
O'Hara compôs mais de quinhentas canções populares e patrióticas e hinos. Ele compôs algumas músicas populares na década de 1910, como Your Eyes Have Told Me What I Did Not Know (1913), Tennessee, I Hear You Calling Me (1914), The Old Songs e Over the Top: Military March (1917).
Seu grande sucesso foi a música K-K-K-Katy (1918), uma das músicas mais populares da era da Primeira Guerra Mundial. Foi cantada na Primeira Guerra Mundial e na Segunda Guerra Mundial, ocasionalmente como "K. K. K. K. P.".
Ele foi contratado pelo Governo Wilson para compor a versão moderna do Star Spangled Banner.

## Músicas
- 1917 Give a Man a Horse He Can Ride (L: James Thomson)[5]
- 1917 Give Three Loud Cheers com Samuel Stewart (L: Edith M. Gibbs)
- 1917 Over the Top March[6]
- 1917 Send Me a Curl
- 1917 Woman Who Waits at Home, The (L: Gordon Johnstone)
- 1918 Aw Sammie! (L: H. Sanborn)
- 1918 I Don't care Where They Send Me (L: Schuyler Green)
- 1918 I Love the merry Merry Sunshine
- 1918 K-K-K-Katy
- 1918 Over Yonder Where the Lilies Grow
- 1918 Patriotism (L: William Horatio Day)
- 1918 South Will Do Her Part, The (L: H. Sanborn)
- 1919 There Is No Death (L: Gordon Johnstone)
- 1920 Get Up and Get Out (E: Gordon Johnstone)